# Ghost (Band)
Ghost (engl. ‚Geist‘) ist eine schwedische Heavy-Metal-Band aus Linköping. Die Mitglieder der Band treten maskiert und anonym auf und werden jeweils mit „A Nameless Ghoul“ (engl. ‚Ein namenloser Ghul‘) angegeben. Der Sänger Tobias Forge tritt offiziell unter dem Namen „Papa Emeritus“ bzw. „Cardinal Copia“ mit der jeweiligen römischen Zahl als Symbol der jeweiligen Epoche auf.
Im Jahre 2016 wurde die Band mit dem Grammy in der Kategorie Grammy Award for Best Metal Performance ausgezeichnet. Das Album Impera wurde im Jahre 2022 bei den American Music Awards in der Kategorie Favorite Rock Album ausgezeichnet. Darüber hinaus erhielt die Band viermal den schwedischen Musikpreis Grammis in der Kategorie Best Hard Rock/Metal.

## Geschichte

### Gründung undOpus Eponymous(2006 bis 2011)
Die Band wurde im Jahre 2006 gegründet, nachdem Tobias Forge das Lied Stand by Him schrieb. Zusammen mit Gustaf Lindström, mit dem Forge zuvor in der Band Repugnant spielte, wurde das Lied aufgenommen. Anfang 2008 nahmen Forge und Lindström die Lieder Stand by Him, Prime Mover und Death Knell auf. Gleichzeitig entschloss sich Forge, die Band Ghost zu nennen. Zunächst wollte Forge als Gitarrist auftreten. Für den Posten des Sängers fragte er bei Messiah Marcolin, Mats Levén, Christer Göransson und JB Christoffersson an, die jedoch allesamt ablehnten. Im Jahre 2009 veröffentlichten Ghost eine Demoaufnahme mit drei Liedern in Eigenregie sowie eine 7"-Vinyl-Single mit den Liedern Elizabeth und Death Knell bei dem deutschen Plattenlabel Iron Pegasus Records. Der Text des Liedes Elizabeth wurde von der Legendenbildung um das Leben der ungarischen Gräfin Elisabeth Báthory inspiriert, Death Knell (engl. ‚Totenglocke‘) war schon auf der Demo enthalten und wurde für die Single erneut aufgenommen.
Am 12. März 2010 lud Tobias Forge die ersten drei Lieder der Band bei MySpace hoch und wurde zwei Tage später von zahlreichen Plattenfirmen und Managern kontaktiert, die mit ihm zusammenarbeiten wollten. Schließlich unterschrieb Ghost einen Vertrag beim britischen Label Rise Above Records des Cathedral-Sängers Lee Dorrian. Ghost verweilten für ein paar Wochen in einem Studio in Linköping und nahmen ihr Debütalbum Opus Eponymous auf. Am 18. Oktober 2010 wurde Opus Eponymous in Europa veröffentlicht. Auf diesem befinden sich inklusive zweier Instrumentalstücke neun Lieder, darunter auch die vier bisher veröffentlichten Stücke in abermaliger Neuaufnahme. Opus Eponymous erreichte Platz 30 der schwedischen Albumcharts. Die Veröffentlichung in Nordamerika erfolgte am 18. Januar 2011 über Metal Blade Records, in Japan erschien das Album am 6. April bei Trooper Entertainment mit einer Coverversion des Beatles-Lieds Here Comes the Sun als Bonustitel. Opus Eponymous wurde beim schwedischen Musikpreis Grammis in der Kategorie Best Hard Rock nominiert, der Preis ging jedoch an Watain.
Ihre ersten beiden Liveauftritte absolvierte die Band im Oktober 2010 auf den Festivals Hammer of Doom in Würzburg sowie Live Evil in London. Ghost eröffneten für Paradise Lost auf deren Draconian Times MMXI-Tournee. Im Sommer 2011 spielte Ghost auf mehreren Musikfestivals, darunter das Roadburn Festival in Tilburg, das Sweden Rock Festival in Sölvesborg und Maryland Deathfest in Baltimore. Letzteres war zudem der erste Auftritt der Band außerhalb Europas. Im September und Oktober 2011 war Ghost zusammen mit Enslaved und Alcest auf Tour durch die USA und begleitete ab November 2011 In Flames, Trivium und Rise to Remain auf deren Europatournee.

### Infestissumam(2012 bis 2013)

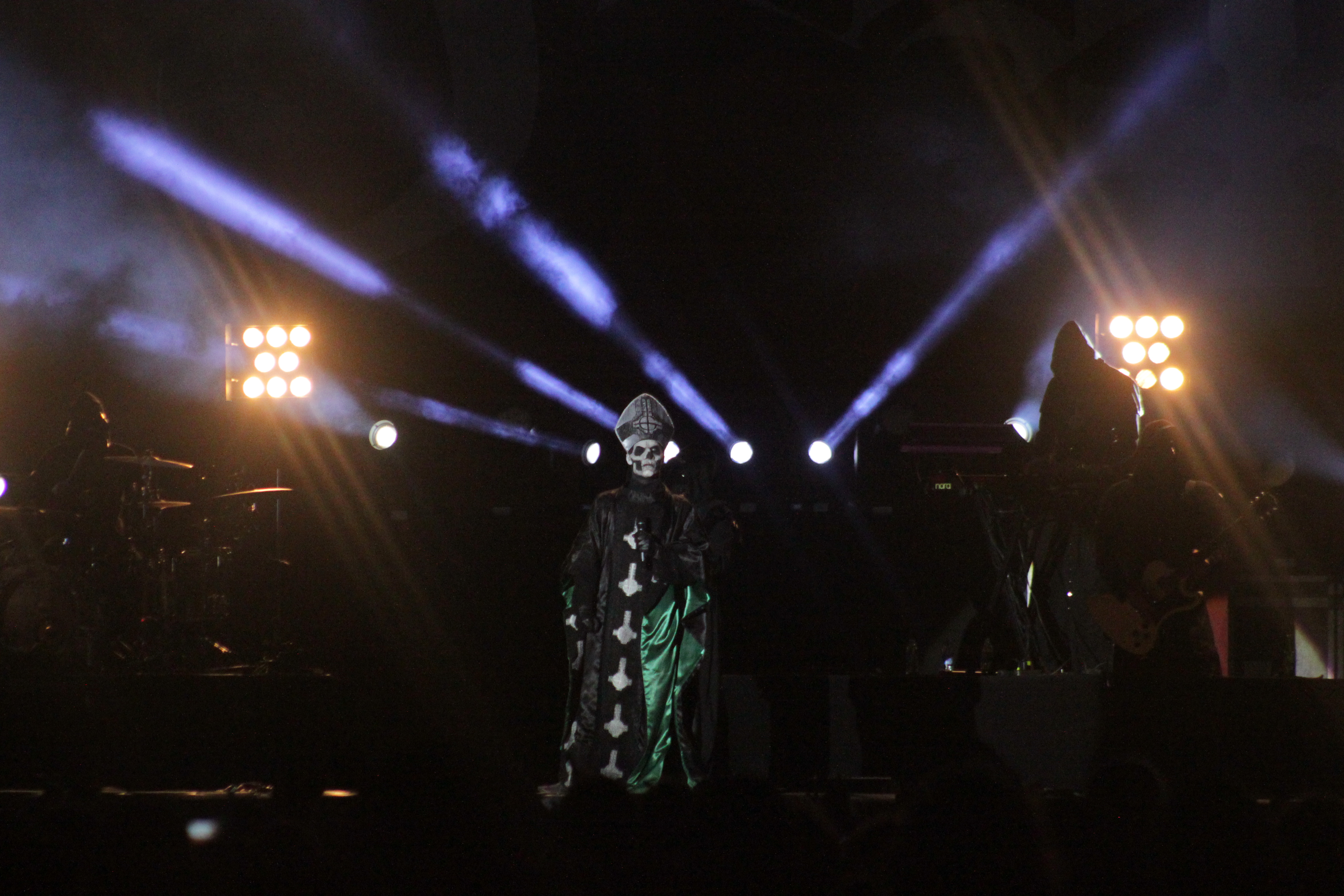
Ghost auf dem Hellfest (2013)

Anfang 2012 spielten Ghost ihre 13 Dates of Doom genannte erste US-Tournee mit den Vorgruppen Blood Ceremony und Ancient VVisdom. Im Frühjahr 2012 kehrten Ghost in die USA zurück und eröffneten die Heritage Hunter Tour, eine Co-Headlinertournee der Bands Mastodon und Opeth. Im Juni 2012 wurden Ghost vom britischen Metal Hammer mit dem Golden Gods Award in der Kategorie Breakthrough Band ausgezeichnet. Es folgten Auftritte bei den Festivals Rock am Ring, Rock im Park und dem Download-Festival. Im Oktober 2012 reisten Ghost nach Nashville, um mit dem Produzenten Nick Raskulinecz ihr zweites Studioalbum aufzunehmen. Für den amerikanischen Markt unterzeichneten Ghost einen Vertrag bei Loma Vista Recordings. Am 15. Dezember 2012 übergab Papa Emeritus bei einem Konzert im schwedischen Linköping das Gesangsmikrofon an einen ebenso anonymen Nachfolger, der sich mit den Worten „Io sono Papa Emeritus secondo“ (italienisch: „Ich bin Papa Emeritus der II.“) vorstellte. Anschließend spielten Ghost einen neuen Song namens Secular Haze, der am 20. Dezember 2012 über eine offizielle Webseite von Ghost als erste Single des zweiten Albums als Vorabversion zum Anhören freigeschaltet wurde.
Das Album mit dem Titel Infestissumam erschien am 10. April 2013 und erreichte Platz eins der schwedischen, Platz 28 der US-amerikanischen, Platz 58 der britischen und Platz 85 der deutschen Albumcharts. Aus rechtlichen Gründen erschien das Album in den USA unter dem Bandnamen Ghost B.C., der erst 2015 wieder abgelegt wurde. Die Veröffentlichung von Infestissumam in den USA wurde verzögert, weil sich vier CD-Hersteller weigerten, das Artwork der Deluxe Edition herzustellen. Jenes Artwork wurde als eine aus dem 16. Jahrhundert stammende Illustration einer Orgie beschrieben. Schließlich wurde für alle US-Versionen das reguläre Artwork verwendet. Infestissumam wurde mit dem schwedischen Musikpreis Grammis in der Kategorie Hardrock / Metal ausgezeichnet. Bei den vom schwedischen Radiosender P3 vergebenen P3 Guld Awards erhielten Ghost den Preis in der Kategorie Best Rock/Metal Album. Anfang 2013 nahm die Band am Soundwave Festival in Australien teil. Es folgte die Haze over North America-Tournee mit der Vorgruppe Ides of Gemini, die einen Auftritt beim Coachella Valley Music and Arts Festival enthielt. Im Sommer 2013 spielten Ghost auf den Festivals Graspop Metal Meeting, Copenhell und Hellfest.

### If You Have Ghosts(2013 bis 2015)

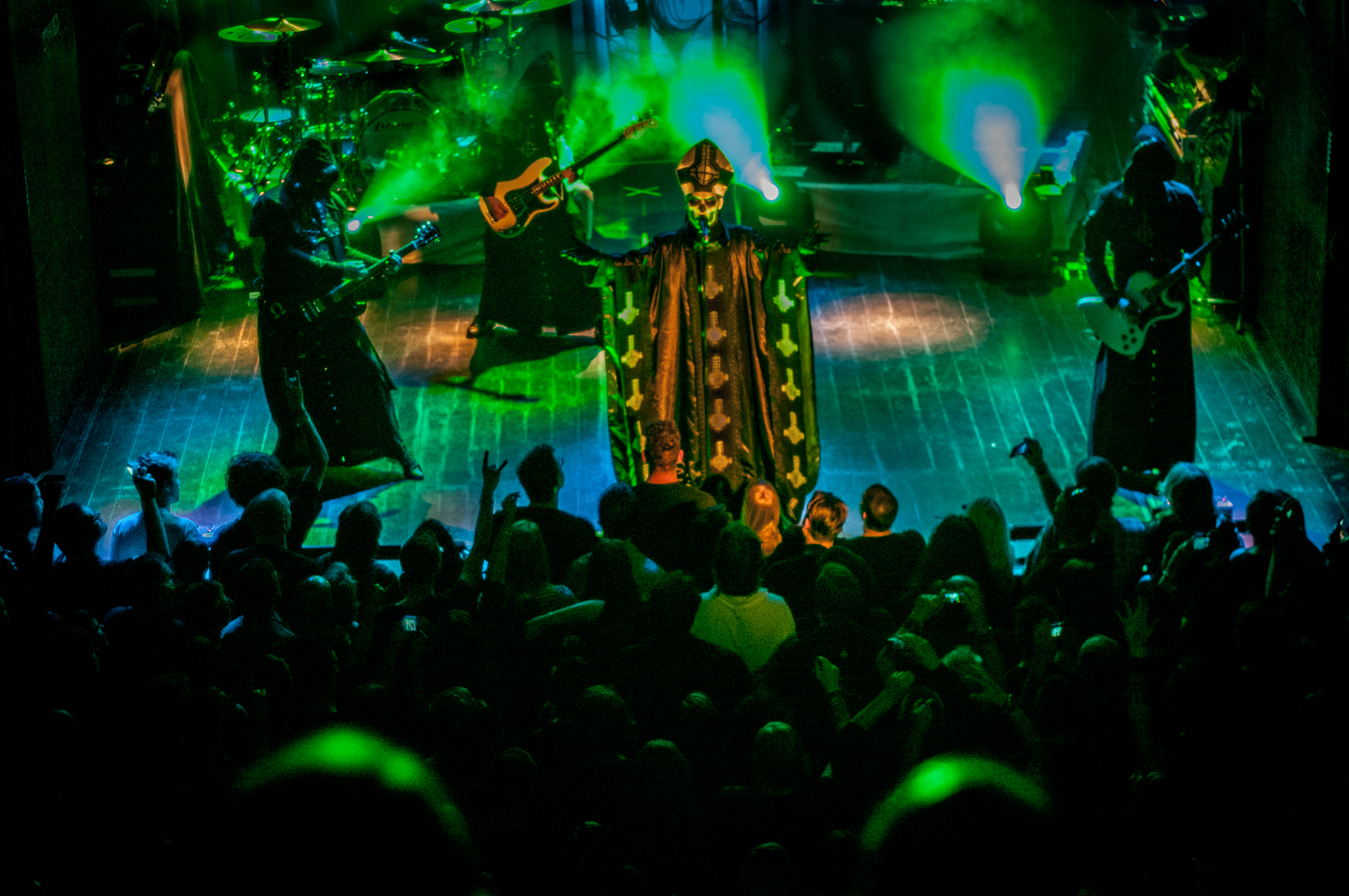
Ghost in Utrecht (2013)

Im September 2013 eröffneten Ghost zusammen mit Slayer für Iron Maiden in Südamerika. Anschließend eröffneten Ghost gemeinsam mit den Deftones die Nordamerika-Tournee von Avenged Sevenfold, bevor Ghost für Alice in Chains im Vereinigten Königreich eröffneten und anschließend eine eigene Headliner-Tournee in Europa spielten. Am 15. November 2013 wurde die EP If You Have Ghosts veröffentlicht, die von Dave Grohl produziert wurde. Die EP enthält neben einer Liveversion von Secular Haze vier Coverversionen, wobei sich die Band genrefremde Künstler wie Roky Erickson, ABBA, Army of Lovers und Depeche Mode aussuchte. If You Have Ghosts erreichte Platz 87 der US-amerikanischen Albumcharts. Laut einem der namenlosen Ghule hätten die beiden ABBA-Mitglieder Benny Andersson und Björn Ulvaeus Ghosts Version von I’m a Marionette gehört und hätten sie „geliebt“.
Anfang 2014 nahmen Ghost am Festival Big Day Out in Australien teil. Im Frühjahr 2014 folgte die Year Zero Tour durch Nordamerika, bei der Ghost vom Musiker King Dude begleitet wurde. Es folgten Auftritte bei den europäischen Festivals Rock am Ring, Rock im Park, Pinkpop, Nova Rock, Greenfield Festival und dem Graspop Metal Meeting. Nach einem absolvierten Auftritt auf dem Sonisphere Festival führte das britische Magazin Metal Hammer ein Interview mit einem der namenlosen Ghouls, in dem es hieß, dass man nach einem Nachfolger für Sänger Papa Emeritus II. suche. Als Grund nannte er persönliche Differenzen zwischen dem Sänger und dem Rest der Gruppe.

### Meliora(2015)
Am 21. August 2015 erschien das dritte Studioalbum Meliora, das von Klas Åhlund produziert wurde. Auch für dieses Album gab es eine Neubesetzung des Sängers. Der neue Sänger namens Papa Emeritus III. wurde bei einem Konzert in Linköping am 3. Juni 2015 als „der drei Monate jüngere Bruder“ von Papa Emeritus II. vorgestellt, der „gefeuert“ wurde. Meliora erreichte jeweils Platz eins der schwedischen und finnischen Albumcharts. Darüber hinaus belegte Meliora Platz acht der US-amerikanischen, Platz 14 der Schweizer, Platz 19 der deutschen, Platz 23 der britischen und Platz 41 der österreichischen Albumcharts. Der von diesem Album stammende Titel Cirice wurde im Februar 2016 bei den Grammy Awards in der Kategorie Beste Metal Performance ausgezeichnet.
Sowohl das Album als auch die Single He Is wurden in Schweden jeweils mit Platin ausgezeichnet. Die Single Cirice erhielt in den USA eine Goldene Schallplatte. Meliora wurde mit dem Grammis in der Kategorie Hardrock/Metal ausgezeichnet. Bei den Bandit Rock Awards des schwedischen Radiosenders Bandit Rock wurden Ghost als beste schwedische Band und beste schwedische Liveband sowie Meliora als bestes schwedisches Album ausgezeichnet. Auch bei den Loudwire Music Awards erhielt Meliora den Preis für das beste Metal-Album. Im Herbst 2015 startete die Black to the Future-Tournee durch Nordamerika mit der Vorgruppe Purson.

### PopestarundCeremony and Devotion(2016 bis 2017)

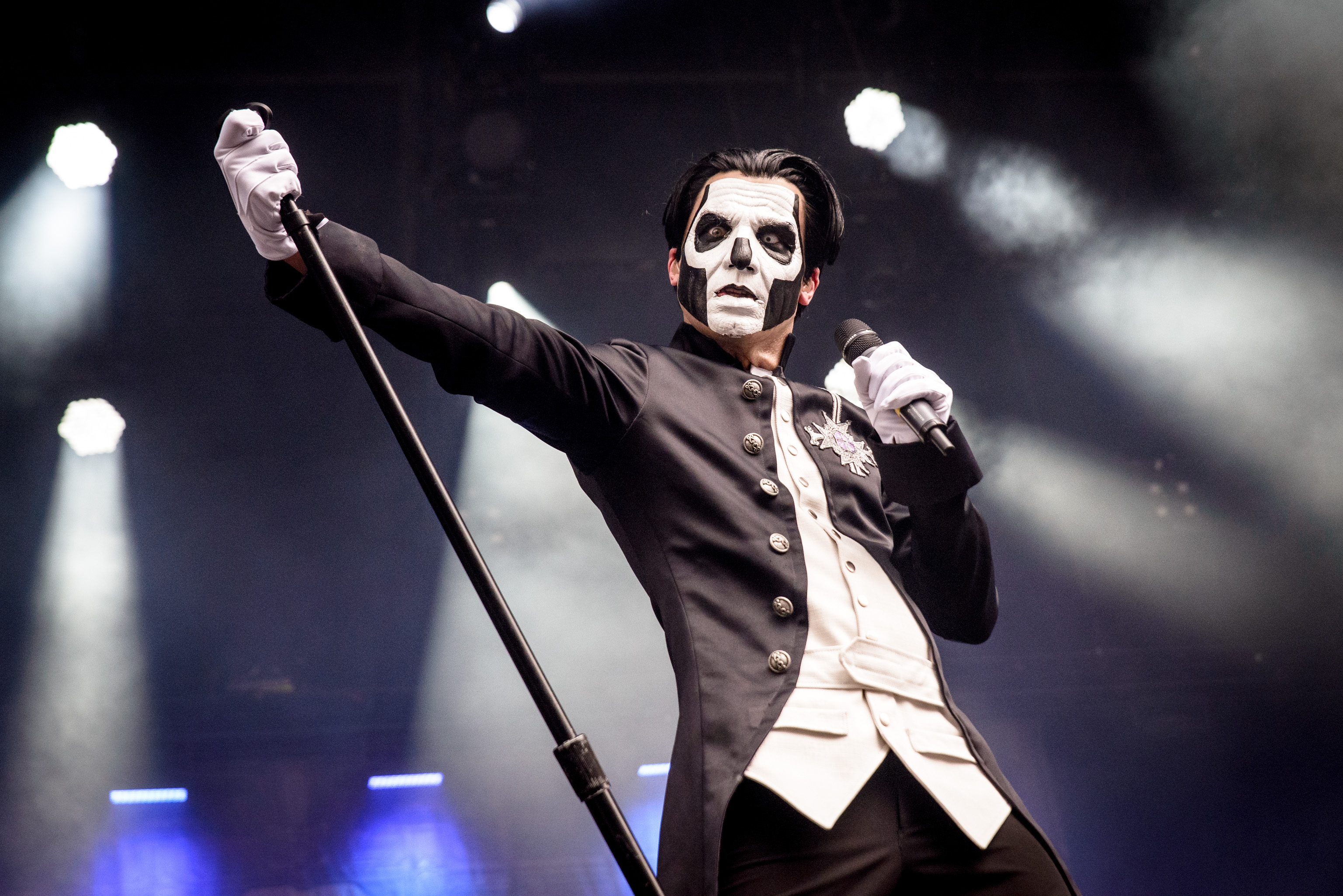
Ghost live in München (2016)

Anfang 2016 wurde die Black to the Future-Tournee in Europa fortgesetzt. Dieses Mal wurden Ghost von der Band Dead Soul begleitet. Im Sommer 2016 spielten Ghost erneut auf zahlreichen Festivals, wie dem Tuska Open Air Metal Festival und dem Hellfest sowie auf den amerikanischen Festivals wie Aftershock, Louder Than Life und Welcome to Rockville. Am 15. September 2016 veröffentlichten Ghost die von Tom Dalgety produzierte EP Popestar, die neben der Eigenkomposition Square Hammer Coverversionen von Echo & the Bunnymen, Simian Mobile Disco, die Eurythmics sowie Imperiet enthält. Popestar erreichte Platz drei der schwedischen, Platz 16 der US-amerikanischen und Platz 85 der britischen Albumcharts. Auch Popestar erhielt zahlreiche Musikpreise. Neben dem Grammis gewannen Ghost erneut drei Preise bei den Bandit Rock Awards. Loudwire kürte das Lied Square Hammer zum Metal-Song der Dekade. Square Hammer erhielt in den USA, Kanada und Norwegen jeweils eine Goldene Schallplatte.
Mitte September 2016 begann die Popestar Tour in Nordamerika, bei der Ghost von Zombi bzw. Marissa Nadler begleitet wurden. Im Frühjahr 2017 ging die Tournee mit Zombi in Europa weiter, bevor Ghost im Sommer 2017 als Vorgruppe von Iron Maiden auf deren The Book of Souls-Tournee durch Nordamerika reisten. Anschließend spielten Ghost noch auf den Alcatraz Hard Rock & Metal Festival und dem Bloodstock Open Air, bevor die Tournee am 30. September 2017 in Göteborg endete. Gegen Ende des Konzerts wurde die Figur Papa Emeritus III von der Bühne gezerrt. Kurz darauf betrat eine neue Inkarnation namens Papa Emeritus Zero die Bühne. Am 8. Dezember 2017 erschien das Livealbum Ceremony and Devotion, welches einen Mitschnitt des Auftritts vom 2. Juli 2017 in San Francisco enthält.

### PrequelleundSeven Inches of Satanic Panic(2018 bis 2020)

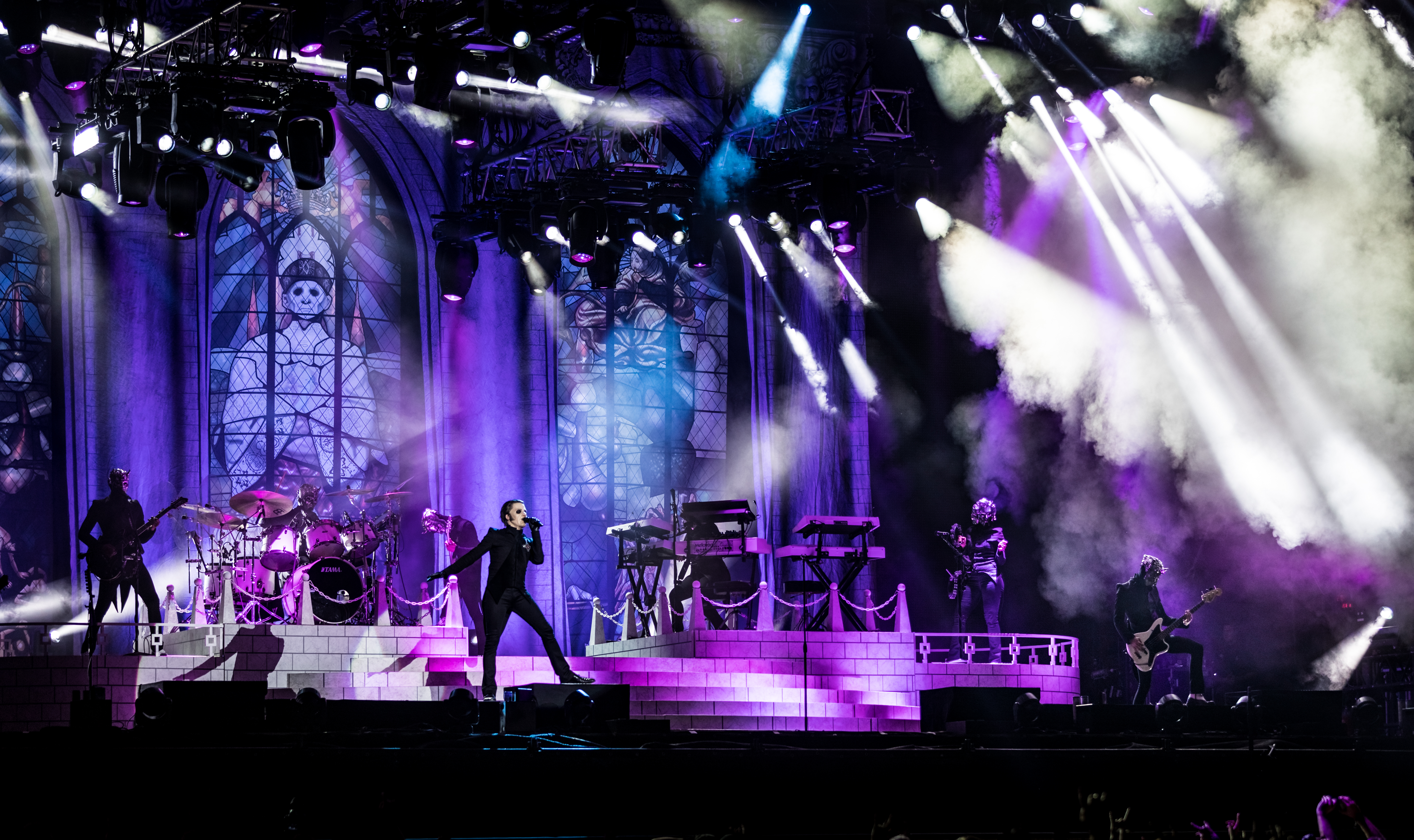
Ghost live beim Wacken Open Air 2018

Am 6. April 2018 stellten Ghost in einem Video ihren neuen Sänger Cardinal Copia vor. Einen Monat später begann die Rats! on the Road-Tour durch Nordamerika, bei der Ghost auf eine Vorgruppe verzichteten. Beim Konzert in Milwaukee am 31. Mai 2018 verstarb ein Zuschauer an einem Herzstillstand. Das Konzert wurde daraufhin vorzeitig beendet. Einen Tag später erschien das vierte Studioalbum Prequelle, das von Tom Dalgety produziert wurde. Prequelle erreichte Platz eins der schwedischen, Platz zwei der deutschen und Platz drei der US-amerikanischen Albumcharts. Bei den Grammy Awards 2019 wurde Prequelle in der Kategorie Best Rock Album und das Lied Rats in der Kategorie Best Rock Song nominiert. Prequelle wurde bei den Bandit Rock Awards als bestes schwedisches Album ausgezeichnet und erhielt bei den Kerrang! Awards den Preis für das beste Album. Prequelle wurde in Schweden mit Platin und die Single Dance Macabre in den USA, Kanada und Norwegen jeweils mit Gold ausgezeichnet.
Im Sommer 2018 spielten Ghost beim Wacken Open Air und eröffneten zusammen mit Tyler Bryant & The Shakedown in Oslo für Guns n’ Roses. Am 9. September 2018 starteten Ghost mit einem Auftritt in der Londoner Royal Albert Hall ihre Tournee A Pale Tour Named Death. Diese führte die Band zunächst durch Nordamerika und wurde Anfang 2019 in Europa, Australien und Japan fortgesetzt. Im Sommer 2019 tourten Ghost zusammen mit Bokassa im Vorprogramm von Metallica durch Europa. Im Herbst 2019 ging die eigene Headlinertournee in Nordamerika mit der Vorgruppe Nothing More weiter und endete schließlich im November und Dezember 2019 in Europa mit den Vorgruppen Tribulation und All Them Witches folgte. Zwischendurch veröffentlichten Ghost am 13. September 2019 die zwei Lieder umfassende EP Seven Inches of Satanic Panic. Das einzige Konzert der Band im Jahre 2020 fand am 3. März in Mexiko-Stadt statt. Am Ende des Auftritts wurde Papa Emeritus IV als Sänger für den nächsten Albumzyklus vorgestellt.

### Impera(2021 bis 2022)
Für das am 10. September 2021 veröffentlichte Metallica-Tributalbum The Metallica Blacklist steuerten Ghost eine Coverversion des Liedes Enter Sandman bei. Am 30. September folgte die Single Hunter’s Moon, die für den Soundtrack des Films Halloween Kills verwendet wurde. Papa Emeritus IV hatte seinen ersten öffentlichen Auftritt in der schwedischen TV-Show På Spåret am 22. Januar 2021. Begleitet von The Hellacopters sang er ein Cover des Rolling-Stones-Liedes Sympathy for the Devil. Am 25. Januar 2022 starteten Ghost und Volbeat eine Co-Headlinertournee durch die Vereinigten Staaten. Am 11. März 2022 erschien das fünfte Studioalbum Impera, welches auf Platz eins der schwedischen, deutschen, österreichischen und finnischen Albumcharts einstieg. Darüber hinaus erreichte das Album jeweils Platz zwei in den Vereinigten Staaten und dem Vereinigten Königreich. Impera erhielt in Schweden eine Goldene Schallplatte. Mit dieser Veröffentlichung veränderte sich auch das Aussehen und Auftreten der „Nameless Ghouls“. Die Masken haben nun keinen dämonischen Einfluss mehr. Vielmehr erinnern sie an Helme, die mit einer Art Schweißerbrille und Schläuchen ausgestattet sind. Tobias Forge erklärte, dass das neue Ghoul-Outfit sowohl militärisch als auch von den Tusken-Räubern aus Star Wars inspiriert sei.
Am 9. April 2022 startete die Imperatour mit den Vorgruppen Uncle Acid & the Deadbeats und Twin Temple in Europa. Der Auftritt beim Hellfest musste vorzeitig beendet werden, da Sänger Tobias Forge seine Stimme verlor. Im August und September 2022 wurde die Tour in Nordamerika mit den Vorgruppen Mastodon, Spiritbox und Carcass fortgesetzt. Das Album Impera wurde bei den American Music Awards 2022 in der Kategorie Favorite Rock Album ausgezeichnet. Das Lied Call Me Little Sunshine wurde bei den Grammy Awards 2023 in der Kategorie Best Metal Performance nominiert. Der Preis ging jedoch an Ozzy Osbourne feat. Tony Iommi für das Lied Degradation Rules. Zwischenzeitlich ging das Lied Mary on a Cross von der 2019 veröffentlichten EP Seven Inches of Satanic Panic durch ein Video im Zusammenhang mit der Fernsehserie Stranger Things auf TikTok viral. Das US-amerikanische Onlinemagazin Loudwire wählte Ghost zum Künstler des Jahres 2022. Die Re-Imparatour endete in Brisbane, Australien am 7. Oktober 2023 mit dem letzten Auftritt von Papa Emeritus IV.

### Phantomime,13 CommandmentsundRite Here Rite Now(2023 bis 2024)
Am 18. Mai 2023 erschien die EP Phantomime, die Coverversionen von Television, Genesis, The Stranglers, Iron Maiden und Tina Turner enthält. Die EP erreichte Platz eins der schwedischen, jeweils Platz sieben der österreichischen, Schweizer und US-amerikanischen, Platz acht der britischen und Platz elf der deutschen Albumcharts. Bei den Grammy Awards 2024 wurde Ghosts Version des Liedes The Phantom of the Opera in der Kategorie Best Metal Performance nominiert. Eine weitere Coverversion wurde am 7. Juli 2023 veröffentlicht. Zusammen mit dem Schauspieler Patrick Wilson nahm die Band das Lied Stay, im Original von Shakespears Sister auf. Das Lied ist im Abspann von Wilsons neuen Film Insidious: The Red Door zu sehen. Abgeschlossen wurde das Jahr 2023 mit dem Best-of-Album 13 Commandments, welches am 1. Dezember ausschließlich digital erschien.
Am 20. Juni 2024 lief der Konzertfilm Rite Here Rite Now in den Kinos an. Der Film enthält Aufnahmen der Konzerte von Ghost im Kia Forum in Inglewood, die Ghost am 11. und 12. September 2023 spielten. Darüber hinaus enthält der Film noch erzählerische Geschichten, die Handlungsstränge aus der langjährigen Webserie der Band aufgreift. Der Film spielte weltweit 5,04 Millionen Dollar ein und wurde zum erfolgreichsten Hard-Rock-Kinofilm aller Zeiten. Am 26. Juli 2024 folgte noch den Soundtrack zu dem Film namens Rite Here Rite Now (Original Motion Picture Soundtrack). Der Soundtrack erreichte Platz eins der schwedischen Albumcharts sowie Top-10-Platzierungen in Deutschland, Österreich, der Schweiz und dem Vereinigten Königreich.

### Skeletá(seit 2025)
Am 25. April 2025 erschien das sechste Studioalbum Skeletá. Sänger Tobias Forge schlüpfte für diesen Albumzyklus in die Rolle des Papa V Perpetua. Kurz vor der Albumveröffentlichung startete die Skeletour, die die Band im Frühjahr durch Europa und im Sommer durch Nordamerika führt. Sämtliche Konzerte werden laut der Band ein „handyfreies Erlebnis“ sein. Sämtliche Handys, Apple Watches und andere Kommunikationsgeräte werden in einem Säckchen der Firma Yondr verstaut und magnetisch verschlossen.

## Stil

### Musik und Optik
Die Band spielt „in der Schnittmenge von Heavy Metal, Hardrock und Pop“ mit satanistischen Texten. Die Musik weist Einflüsse des Psychedelic Rocks der 1960er-Jahre, eines „doomigen Hard Rock“ und der New Wave of British Heavy Metal der 1980er-Jahre auf. Jan Wigger von Spiegel Online bezeichnete die Musik als „betörend leichtgängig und einprägsam“ und sah Parallelen zu Liedern von Blue Öyster Cult und King Diamond, ein Mitglied der Band bejahte eine Verbundenheit zu den Künstlern The Doors und Roky Erickson.

„Musikalisch bewegen sie sich zwischen Metal, Pop und hymnischen Melodic Rock.“

Bei den Plattencovern von Ghost gibt es regelmäßige Anspielungen auf berühmte Filme: Das Cover von Opus Eponymous weist starke Parallelen zum Filmplakat der Stephen-King-Verfilmung Brennen muss Salem auf. Für das zweite Album griff man auf Elemente des Filmplakats des Films Amadeus von Miloš Forman zurück, das Artwork des dritten Albums Meliora ist an Fritz Langs Metropolis angelehnt. Auch das Artwork der Single-Auskopplungen der Band spielt jeweils auf verschiedene Filmplakate an.

### Texte
Über die Texte erklärte Tobias Forge im April 2023 gegenüber dem New Musical Express:

„Unsere Texte haben nichts mit Gott, Göttern oder irgendetwas vergleichbarem zu tun. Es geht nur um den Menschen. Es geht um die Menschheit. Das Konzept der Herrschenden und der Folgenden. Menschen, die sich anderen Menschen unterwerfen. Die sie im Austausch für Geld abscheulichen Dingen unterwerfen.“

### Auftreten
Die Bandmitglieder treten ausschließlich maskiert und in braunen oder schwarzen Habiten mit Kapuzen auf – mit Ausnahme des Sängers: Dieser trägt ein schwarzes Gewand mit roten Verzierungen sowie goldenen, umgedrehten Kreuzen, eine Totenkopf-Maske und eine Mitra, verziert mit einem umgedrehten Keltenkreuz, das als Buchstabe G durchbrochen ist. Bei Live-Auftritten kommt teilweise ein Weihrauchfass zum Einsatz. Die Konzerte erwecken auf Besucher den Anschein okkulter Rituale, während die Band ihre Auftritte „irgendwo im Bereich zwischen einer Theateraufführung und einer Rock-Show“ sieht.

## Mitglieder

### Spekulation
Es wurde lange spekuliert, welche Musiker sich hinter den Bandmitgliedern verbergen. Hinter den Masken wurden dabei Mitglieder der schwedischen Bands Repugnant und In Solitude vermutet. Tobias Forge, der bei der Power-Pop-Band Subvision spielt und außerdem als „Mary Goore“ Mitglied von Repugnant und ehemaliges Mitglied der Hair-Metal-Band Crashdïet ist, wurde aufgrund eines Gerichtsverfahrens 2017 und im Februar 2018 durch sich selbst als „Papa Emeritus“ bestätigt. Tatsächlich ist Forge in der Online-Datenbank der schwedischen Musik-Verwertungsgesellschaft STIM unter dem Pseudonym „A Ghoul Writer“ als Komponist der Lieder von Opus Eponymous eingetragen. Eine mögliche Verbindung gibt es zudem zu In Solitude, da deren Bassist Gottfrid Åhman unter dem Pseudonym „G. Grotesque“ ebenfalls bei Repugnant spielt.
Im April 2017 wurden im Internet durch das ehemalige Bandmitglied Simon Söderberg einige Namen öffentlich gemacht. Auf seiner Liste stehen: Simon Söderberg (Gitarre, „Alpha“, Mitglied seit 2010); Mauro Rubino (Keyboards, „Air“, Mitglied seit 2011); Henrik Palm (Gitarre, „Ether“, Mitglied seit 2015); Martin Hjertstedt (Schlagzeug, „Earth“, Mitglied seit 2014) und Tobias Forge als Papa Emeritus. Ebenfalls ehemaliges Bandmitglied ist Aksel Holmgren (Schlagzeug, „Earth“, Mitglied bis 2014).
Im Mai 2022, während der Imperatour durch Europa, stellte Tourfotograf Ryan Chang ein Crew-Foto online, das alle Crew- und Tourmitglieder zeigt – neben der gesamten unmaskierten Ghost-Band auch die Support-Bands Twin Temple und Uncle Acid and the Deadbeats. Dementsprechend bestehen die Nameless Ghouls aus folgenden Musikern: Chris Catalyst (Aether), Per Eriksson (Sodo/Dewdrop), Cos Sylvan (Rain), Hayden Scott (Mountain), Jutty Taylor (Swiss/Multi), Laura Scarbourough (Cirrus/Tall), Mad Gallica (Cumulus / Curvy), Sophie Amelkin (Sunshine/Stratus/Victory).

### Rechtsstreit
Vier ehemalige Bandmitglieder verklagten Tobias Forge vor dem Bezirksgericht Linköping wegen Betruges. Nachdem sie aus der Band geworfen worden waren, verlangten Simon Söderberg, Henrik Palm, Martin Hjertstedt und Mauro Rubino von Forge eine Aufstellung aller Einnahmen und Ausgaben der Jahre 2011 bis 2016 sowie eine Offenlegung des gesamten Eigentums der Band. Der ebenfalls 2016 aus der Band ausgetretene Martin Persner gehört nicht zu den Anklägern, möchte allerdings zu diesem Thema keine Stellung beziehen. In einem Interview mit dem deutschen Magazin Rock Hard erhebt Söderberg schwere Vorwürfe gegenüber Tobias Forge. So soll Forge seine ehemaligen Bandmitglieder manipuliert und gegeneinander ausgespielt haben. Menschen wären laut Söderberg in Forges Welt nur Werkzeuge.
Zum eigentlichen Rauswurf von Söderberg und seinen Kollegen sei es aufgrund von Vertragsstreitigkeiten gekommen. Dabei ging es um eine Live-DVD, für die ein Konzert in Los Angeles mitgeschnitten wurde. Tobias Forge hätte von Söderberg und seinen ehemaligen Kollegen verlangt, dass sie einen Vertrag unterzeichnen, in dem sie alle ihre Rechte, die ihnen an der DVD zustanden, auf Forge übertragen. Darüber hinaus erklärte Söderberg, dass er das Debütalbum Opus Eponymous selbst produziert und auch beim zweiten Album Infestissumam im Songwriting involviert gewesen wäre. Einen Credit habe er dafür nie erhalten. Eine gerichtliche Anhörung im November 2017 endete ergebnislos.
Tobias Forge erklärte, dass Ghost nicht als Band im klassischen Sinne gegründet wurde und verwies darauf, dass seit der Bandgründung viele verschiedene Musiker für Ghost gespielt haben. Ferner gäbe es Mitglieder seiner Liveband, die nie auf einem der Alben gespielt hätten. Des Weiteren habe es zwischen Forge und den ehemaligen Mitgliedern keine rechtliche Partnerschaft gegeben. Forge habe ihnen ein fixes Gehalt gezahlt und die Band habe erst nach dem Ende der Popestar-2017-Tournee durch Europa begonnen, Profite zu erzielen. Am 17. Oktober 2018 wies das Bezirksgericht Linköping die Klage ab und ordnete an, dass die vier Kläger Forges Gerichtskosten in Höhe von 1,3 Millionen Schwedische Kronen tragen müssen.
Die Kläger legten Ende November 2018 Revision ein, da der Richter Henrik Ibold befangen sein soll. Sowohl Forge als auch Ibold sollen Mitglieder einer schwedischen Freimaurerloge sein, weswegen der Richter wegen eines vorliegenden Interessenkonflikts keine Entscheidung hätte fällen dürfen.

## Rezeption
Opus Eponymous wurde von Kritikern positiv aufgenommen. Götz Kühnemund vom Magazin Rock Hard nannte Ghost „das große Ding der Stunde im Underground“ und vergab neun von zehn möglichen Punkten, darüber hinaus war das Album unter den zehn besten des Monats gelistet. Jan Wigger bewertete das Album für Spiegel Online mit acht Punkten.
Das amerikanische Musikmagazin Decibel listete Opus Eponymous auf Platz 24 der besten 40 Alben des Jahres 2010. Die Leser der Musikzeitschrift Sweden Rock Magazin hingegen wählten das Album im Jahr 2011 auf Platz drei der besten Alben der vergangenen zehn Jahre. Das Album Infestissumam erhielt 2014 in Schweden eine Goldene Schallplatte für mehr als 20.000 verkaufte Einheiten.
2016 wurde Ghost als erste schwedische Band und damit zugleich als erste Band, die nicht aus Großbritannien oder den Vereinigten Staaten stammt, mit dem Grammy Award in der Kategorie Best Metal Performance ausgezeichnet. 2022 gewannen Ghost bei den American Music Awards in der Kategorie Favorite Rock Album. Ebenso wurde Ghost viermal mit dem schwedischen Musikpreis Grammis in der Kategorie Best Hard Rock/Metal ausgezeichnet.

## Diskografie
Studioalben

| Jahr | Titel Musiklabel                                                                  | Höchstplatzierung, Gesamtwochen, AuszeichnungChartplatzierungen (Jahr, Titel, Musiklabel, Platzierungen, Wochen, Auszeichnungen, Anmerkungen) | Höchstplatzierung, Gesamtwochen, AuszeichnungChartplatzierungen (Jahr, Titel, Musiklabel, Platzierungen, Wochen, Auszeichnungen, Anmerkungen) | Höchstplatzierung, Gesamtwochen, AuszeichnungChartplatzierungen (Jahr, Titel, Musiklabel, Platzierungen, Wochen, Auszeichnungen, Anmerkungen) | Höchstplatzierung, Gesamtwochen, AuszeichnungChartplatzierungen (Jahr, Titel, Musiklabel, Platzierungen, Wochen, Auszeichnungen, Anmerkungen) | Höchstplatzierung, Gesamtwochen, AuszeichnungChartplatzierungen (Jahr, Titel, Musiklabel, Platzierungen, Wochen, Auszeichnungen, Anmerkungen) | Höchstplatzierung, Gesamtwochen, AuszeichnungChartplatzierungen (Jahr, Titel, Musiklabel, Platzierungen, Wochen, Auszeichnungen, Anmerkungen) | Höchstplatzierung, Gesamtwochen, AuszeichnungChartplatzierungen (Jahr, Titel, Musiklabel, Platzierungen, Wochen, Auszeichnungen, Anmerkungen) | Anmerkungen                                                               | [↑]: gemeinsam behandelt mit vorhergehendem Eintrag; [←]: in beiden Charts platziert |
| Jahr | Titel Musiklabel                                                                  | DE | AT | CH | UK | US | Rock | SE | Anmerkungen                                                               |                                                                                      |
| ---- | --------------------------------------------------------------------------------- | --- | --- | --- | --- | --- | --- | --- | ------------------------------------------------------------------------- | ------------------------------------------------------------------------------------ |
| 2010 | Opus Eponymous Rise Above Records (PHD)                                           | DE90 a (1 Wo.)DE | — | — | — | — | — | SE30 (15 Wo.)SE | Erstveröffentlichung: 18. Oktober 2010                                    |                                                                                      |
| 2013 | Infestissumam Rise Above Records (PHD)                                            | DE85 (1 Wo.)DE | — | — | UK58 (1 Wo.)UK | US28 (2 Wo.)US | Rock10 (2 Wo.)Rock | SE1 Gold · (22 Wo.)SE | Erstveröffentlichung: 10. April 2013 Verkäufe: + 20.000                   |                                                                                      |
| 2013 | Infestissumam Redux Rise Above Records (PHD)[DE: ↑]                               | DE85 (1 Wo.)DE | — | —[UK: ↑][US: ↑][Rock: ↑] | UK58 (1 Wo.)UK | US28 (2 Wo.)US | Rock10 (2 Wo.)Rock | SE8 (1 Wo.)SE | Erstveröffentlichung: 20. November 2013 Infestissumam + If You Have Ghost |                                                                                      |
| 2015 | Meliora Spinefarm Records (UMG)                                                   | DE19 (3 Wo.)DE | AT41 (1 Wo.)AT | CH14 (2 Wo.)CH | UK23 Silber · (2 Wo.)UK | US8 (3 Wo.)US | Rock2 (11 Wo.)Rock | SE1 Platin · (56 Wo.)SE | Erstveröffentlichung: 21. August 2015 Verkäufe: + 140.000                 |                                                                                      |
| 2016 | Meliora Redux Spinefarm Records (UMG)[DE: ↑][AT: ↑][CH: ↑][UK: ↑][US: ↑][Rock: ↑] | DE19 (3 Wo.)DE | AT41 (1 Wo.)AT | CH14 (2 Wo.)CH | UK23 Silber · (2 Wo.)UK | US8 (3 Wo.)US | Rock2 (11 Wo.)Rock | SE5 (1 Wo.)SE | Erstveröffentlichung: 16. September 2016 Meliora + Popestar               |                                                                                      |
| 2018 | Prequelle Spinefarm Records (UMG)                                                 | DE2 (12 Wo.)DE | AT6 (5 Wo.)AT | CH2 (6 Wo.)CH | UK10 Silber · (2 Wo.)UK | US3 (4 Wo.)US | Rock1 (4 Wo.)Rock | SE1 Platin · (33 Wo.)SE | Erstveröffentlichung: 1. Juni 2018 Verkäufe: + 100.000                    |                                                                                      |
| 2022 | Impera Spinefarm Records (UMG)                                                    | DE1 (10 Wo.)DE | AT1 (7 Wo.)AT | CH5 (7 Wo.)CH | UK2 Silber · (3 Wo.)UK | US2 (3 Wo.)US | Rock1 (4 Wo.)Rock | SE1 Platin · (18 Wo.)SE | Erstveröffentlichung: 11. März 2022 Verkäufe: + 100.000                   |                                                                                      |
| 2025 | Skeletá Spinefarm Records (UMG)                                                   | DE1 (… Wo.)DE | AT1 (7 Wo.)AT | CH1 (… Wo.)CH | UK2 (… Wo.)UK | US1 (3 Wo.)US | Rock1 (… Wo.)Rock | SE1 (… Wo.)SE | Erstveröffentlichung: 25. April 2025                                      |                                                                                      |